# Ekaterina Svanidze
Ekaterina "Katia" Semyonovna Svanidze (em georgiano: ეკატერინე "კატო" სვანიძე; em russo: Екатерина Семеновна Сванидзе; 2 de abril de 1885 – 5 de dezembro de 1907) foi a georgiana primeira esposa de Joseph Stalin. Casaram-se em 1903.

## Biografia
Tinha duas irmãs: Alexandra (apelidada "Sashiko") e Maria ("Mariko"); acredita-se que tinha ainda mais de um irmão, mas só se conhece Alexander Svanidze que, por ter morado na Alemanha, ensinou à irmã o idioma daquele país e também o francês.
Foi a primeira esposa de Stalin, que era amigo de seu irmão. O casal teve somente um filho, Yakov Dzhugashvili em 18 de março de 1907. Deste matrimônio não se sabe muito. Durante certo tempo viveu sob o sobrenome falso de "Galiaschvili", para mais tarde adotar o de Dzhugasvili.
Trabalhou como costureira para as damas do Exército Imperial Russo, e junto com as irmãs Aleksandra (Saschiko) e Maria (Mariko) dirigiu o "Atelier Hervieu", em Tbilisi.
Seu único filho, Yakov, morreria mais tarde num campo de concentração nazista.

## Morte
Ekaterina faleceu em 1907. A morte teria sido causada por tifo ou de colite ulcerosa, contraída durante o verão que passou em Baku, embora outras fontes dão como tendo morrido do parto.
Em seu funeral, teria Stalin declarado que: "Esta criatura abrandou meu coração duro. Quando ela morreu, todos os meus sentimentos ternos pelas pessoas morreram com ela". Colocando a mão sobre o peito, adicionou: "Aqui dentro está vazio, inexpressivamente vazio!".